# The Supersizers...
The Supersizers... är en brittisk infotainmentserie som visades på BBC 2 2007-2009. Utgångspunkten för serien om historisk mat är främst Storbritannien. Programledare är matkritikern Giles Coren och komikern Sue Perkins.
Coren och Perkins lever under en vecka i tiden som avhandlas, de utövar sysslor och hobbies som man skulle ha ägnat sig åt på den tiden samt klär sig i tidstypiska kläder, för sig och talar till viss del som man gjorde då. Både före och efter varje del så genomgår de hälsotester hos en läkare för att även lära sig om de olika kosternas effekter.
I Sverige har serien fått motsvarigheten Historieätarna som sänts under 2012, 2014 och 2016 på SVT.

## Avsnitt
- 2007 - Edwardian Supersize Me
- 2008 - The Supersizers Go...Wartime
- 2008 - The Supersizers Go...Restoration
- 2008 - The Supersizers Go...Victorian
- 2008 - The Supersizers Go...Seventies
- 2008 - The Supersizers Go...Elizabethan
- 2008 - The Supersizers Go...Regency
- 2009 - The Supersizers Eat...The Eighties
- 2009 - The Supersizers Eat...Medieval
- 2009 - The Supersizers Eat...The French Revolution
- 2009 - The Supersizers Eat...The Twenties
- 2009 - The Supersizers Eat...The Fifties
- 2009 - The Supersizers Eat...Ancient Rome